# 旅客機撃墜事件の一覧
旅客機撃墜事件の一覧（りょかくきげきついじけんのいちらん）では、平時・戦時中に故意・偶然に引き起こされた民間航空機の撃墜事件を列挙する。ただし、テロリストによる爆破・飛行妨害事件については除いている。そちらは航空機テロ・破壊行為の一覧を参照のこと。

## 1930年代

### 中国航空公司桂林号
1938年8月24日、香港発四川省成都行きの中国航空公司とパンアメリカン航空の共同運航便（ダグラス DC-2桂林号）が中国領空内に進入した際、日本海軍機より攻撃を受け不時着水。不時着水時点では死者は居なかったがその後機銃掃射を受け乗員乗客17人中14人が死亡した。この事件は民間航空機が敵国軍の攻撃により撃墜された最初の事件であると考えられている。

## 1940年代

### アエロ1631便
1940年6月14日、エストニア共和国ユーレミステ空港発フィンランド共和国ヘルシンキ・マルミ空港行きのアエロ1631便（ユンカース Ju 52カレヴァ号）が離陸後にソビエト連邦のイリューシン DB-3爆撃機2機に攻撃を受けケリ灯台北東数キロメートル地点のフィンランド湾に墜落、乗員乗客9人全員が死亡した。なお、事件発生日時は冬戦争終結3ヶ月後、継続戦争勃発1年前でありフィンランド共和国とソビエト連邦は休戦中であった。

### 中国航空公司重慶号
1940年10月29日、中国航空公司の運航するダグラス DC-2重慶号が途中経由地の雲南省沾益飛行場に着陸した際、数分前まで同飛行場を攻撃していた日本軍機が重慶号に機銃掃射を行い乗員乗客12人中9人が死亡した。重慶号は1938年8月24日に日本軍に攻撃を受けた桂林号を改修した機体であったが、この事件で爆発炎上し改修が不可能となったため二度と空を飛ぶことは無くなった。

### カンタス航空ショートエンパイア
1942年1月30日、オーストラリア連邦ダーウィン発オランダ領東インド諸島ティモール島クパン経由同国ジャワ島スラバヤ行きのカンタス航空S.23エンパイアが西ティモール沖を飛行中に零式艦上戦闘機より攻撃を受け墜落、乗員乗客18人中13人が死亡した。

### オランダ領インド航空DC-3
1942年3月3日、オランダ領東インド諸島ジャワ島バンドン発オーストラリア連邦ブルーム行きのオランダ領インド航空ダグラス DC-3が西オーストラリア州キンバリー海岸付近を飛行中に大日本帝国海軍航空隊零式艦上戦闘機3機に攻撃を受け砂浜に不時着。不時着後機体の操縦が利かなくなり海上へ出たところへ機銃掃射を受け乗員乗客12人中4人が銃撃により死亡した。また、同機には当時のレートで推定150,000 - 300,000ポンド（2018年のレートでは約7 - 1,500万ポンド）のダイヤモンドを積んでいたが、この事件によりその大半が海中に沈むか盗難に遭っている。なお、翌日に上空を通過した九七式飛行艇が当機を視認し爆弾を2つ投下したが機体・乗員乗客に被害は無かった。

### 英国海外航空777便
1943年6月1日、ポルトガルリスボン空港発イングランド・ブリストル空港行き英国海外航空777便（ダグラス DC-3）がナチス・ドイツのユンカース Ju 88爆撃機8機から攻撃を受けビスケー湾に墜落、乗員乗客17人全員が死亡した。

### ABアエロトランスポルト DC-3
1943年10月22日、スコットランド・アバディーン発スウェーデン王国ストックホルム行きのABアエロトランスポルトダグラス DC-3がスウェーデン王国ホーロー島上空でナチス・ドイツのユンカース Ju 88爆撃機から攻撃を受け墜落、乗員乗客15人中12人が死亡した。

## 1950年代

### キャセイ・パシフィック航空DC-4
1954年7月23日、タイ王国バンコク発香港行きのキャセイ・パシフィック航空ダグラス DC-4が南シナ海上空を飛行中に中国人民解放軍空軍La-11戦闘機2機から攻撃を受け中華人民共和国海南島沖に不時着水、乗員乗客19人中10人が死亡した。

### エル・アル航空402便
1955年7月27日、イギリス・ロンドン・ヒースロー空港発イスラエル国ロッド空港行きエル・アル航空402便（ロッキード L-149 コンステレーション）がユーゴスラビア社会主義連邦共和国ベオグラード付近より航路を逸脱しブルガリア共和国の領空を侵犯、スクランブル発進した同国国防軍のMiG-15戦闘機2機より攻撃を受けペトリチ上空で空中分解、乗員乗客58人全員が死亡した。

## 1960年代

### 国際連合チャーター機
1961年9月18日、コンゴ共和国エリザベートヴィル空港発同国ヌジリ国際空港経由ローデシア・ニヤサランド連邦ンドラ空港行きの国際連合チャーター機（ダグラス DC-6B）がンドラ空港手前にて墜落、国際連合事務総長ダーグ・ハンマルフェルド（ダグ・ハマーショルド）を含む乗員乗客16人全員が死亡した。公式調査においてはパイロットエラーによるCFTCが墜落原因とされたが、2014年にはカタンガ空軍のベルギー人傭兵によって撃墜されたという証拠が挙げられており、チャーター機はハンマルフェルドの暗殺目的で撃墜された可能性も浮上している。

### アエロフロート902便
1962年6月30日、ソビエト連邦ハバロフスク空港発同国モスクワ・ヴヌーコヴォ国際空港行きアエロフロート902便（ツポレフTu-104A）がクラスノヤルスク空港より東へ28km（17マイル）地点に墜落、乗員乗客84人全員が死亡した。墜落原因は不明であるが、胴体に残された外部からの衝撃によるものと見られる穴や遺体に残された飛散物による損傷、また同空域付近においてソ連軍防空部隊が対空ミサイルの訓練発射を行っていたことから地対空ミサイルによる誤射が原因と見られている。

## 1970年代

### リビア・アラブ航空114便
1973年2月21日、リビア国トリポリ国際空港発エジプト・アラブ共和国カイロ国際空港行きリビア・アラブ航空114便（ボーイング727）が計器故障と視界不良によりイスラエル国の領空を侵犯、スクランブル発進したイスラエル空軍のファントムII2機が強制着陸を行わせようとしたが114便乗員はこれに気付かずファントムIIは114便に対し攻撃を開始、114便は緊急着陸を行おうとしたが着陸前に右降着装置付近が爆発しスエズ湾の東約15km（約10マイル）地点に墜落、乗員乗客113人中108人が死亡した。

### 大韓航空902便
1978年4月20日、フランス共和国パリ＝オルリー空港発大韓民国金浦国際空港行き大韓航空902便（ボーイング707）がコンパスの故障によりグリーンランド付近で航路を逸脱、ソビエト連邦の領空を侵犯したためソ連防空軍のスホーイ Su-15迎撃戦闘機2機により迎撃を受け、戦闘機からの交信を無視あるいは交信が取れなかった902便はミサイルによる攻撃を受けた。902便は攻撃後も飛行を続けられたため戦闘機の先導のもとムルマンスク郊外の凍ったイマンダラ湖に不時着、乗員乗客109人中2人が死亡した。

### エア・ローデシア825便
1978年9月3日、ローデシア共和国ヴィクトリアフォールズ空港発同国ソールズベリー空港行きエア・ローデシア825便（ビッカース バイカウント）がジンバブエ人民革命軍の9K32地対空ミサイルによる攻撃を受け墜落、乗員乗客56人中38人が墜落時の衝撃で死亡、10人が現場にやってきた人民革命軍により殺害され、こちらに向かってくる革命軍を見つけ茂みに隠れて難を逃れた3人と革命軍到着前に水を求めて現場を離れていた5人の計8人が最終的に生存した。

### エア・ローデシア827便
1979年2月12日、ローデシア共和国カリバ空港発同国ソールズベリー空港行きエア・ローデシア827便（ビッカース バイカウント）がジンバブエ人民革命軍の9K32地対空ミサイルによる攻撃を受け墜落、乗員乗客59人全員が死亡した。同便にはローデシア軍の長であるピーター・ウォールズ夫妻が搭乗予定で2人を暗殺する計画であったが、2人は直前に別の便に搭乗便を変更しており難を逃れている。

## 1980年代

### イタビア航空870便
1980年6月27日、イタリア共和国ボローニャ・ボルゴ・パニゴーレ空港発同国パレルモ国際空港行きイタビア航空870便（マクドネル・ダグラス DC-9）がティレニア海上空で突如爆発、墜落し乗員乗客81人全員が死亡した。墜落原因についてははっきりしておらず、事故調査委員会は機内で原因不明の爆発が起こったためとしている一方、裁判所は空対空ミサイルの命中によって機体が爆発し墜落した可能性が最も高いとの判断を下している。

### TAAGアンゴラ航空Yak-40
1980年2月8日、TAAGアンゴラ航空のヤコヴレフ Yak-40がアンゴラ共和国マタラに墜落、乗員乗客19人全員が死亡した。国際民間航空機関は外国航空機が何らかの行動を取り、誤ってYak-40を撃墜したものであると報告書に記述した。未確認の報告においてはザンビア共和国のJ-6ないしMiG-19が関与しているとの言及もある。

### 大韓航空007便
1983年9月1日、アメリカ合衆国ジョン・F・ケネディ国際空港発大韓民国金浦国際空港行き大韓航空007便（ボーイング747）が航法ミスによりソビエト連邦の領空を侵犯、ソ連軍のSu-15TM迎撃戦闘機が警告射撃を行うも007便乗員はこれに気付かずソ連軍はミサイルを2本発射、内1本が007便の尾翼に命中し樺太島西の海馬島付近の海上に墜落、乗員乗客269人全員が死亡した。 

### アルフレッド・ウェゲナー極地海洋研究所ドルニエ 228
1985年2月24日、セネガル共和国ダカール・ヨフ空港発スペイン王国ランサローテ空港行きのアルフレッド・ウェゲナー極地海洋研究所が所有するドルニエ 228（ポラール 3号機）が西サハラ上空を飛行していたところモロッコ王国の偵察機と誤認したポリサリオ戦線が攻撃を加え撃墜、乗員3人全員が死亡した。なお、撃墜数分前にも同研究所の所有するドルニエ 228のポラール 2号機が同空域を通過していたが、こちらは攻撃を受けることなく西サハラを通過している。

### バフタール・アフガン航空An-26 (1985年)
1985年9月4日、アフガニスタン・イスラム共和国カンダハール国際空港発同国ファラ空港行きのバフタール・アフガン航空アントノフ An-26が離陸直後に地対空ミサイルによる攻撃を受け墜落、乗員乗客52人全員が死亡した。

### バフタール・アフガン航空An-26 (1987年)
1987年6月11日、アフガニスタン・イスラム共和国カンダハール国際空港発同国カーブル国際空港行きのバフタール・アフガン航空アントノフ An-26がホースト上空を飛行中にミサイルによる攻撃を受け墜落、乗員乗客55人中53人が死亡した。

### ジメックス・アヴィエーション ロッキード L-100
1987年10月14日、アンゴラ共和国クイト空港発同国ベンゲラ空港行きのジメックス・アヴィエーションが所有し赤十字国際委員会のために運用されていたロッキード L-100 ハーキュリーズが、クイト空港離陸約4分後に未知の戦闘員によって発射された未知の発射体による攻撃を受け墜落、乗員乗客6人全員と地上で巻き込まれた2人が死亡、地上で1人が重傷を負った。なお、攻撃した人物及び発射された物体についてはアンゴラ内戦真っ只中であったため詳しいことは判明していない。

### エア・マラウイ ショート スカイバン
1987年11月6日、マラウイ共和国チレカ国際空港発同国リロングウェ国際空港行きのエア・マラウイ ショート スカイバンが、途中モザンビーク内戦勃発中のモザンビーク人民共和国ウロングウェ上空を通過した際に攻撃を受け墜落、乗員乗客10人全員が死亡した。

### イラン航空655便
1988年7月3日、イラン・イスラム共和国バンダレ・アッバース国際空港発アラブ首長国連邦ドバイ国際空港行きのイラン航空655便（エアバスA300）がペルシア湾上空を飛行中、ホルムズ海峡に停泊中のアメリカ海軍ミサイル巡洋艦ヴィンセンスからミサイル攻撃を受け墜落、乗員乗客290人全員が死亡した。原因としては655便の離陸直後にヴィンセンスがアッバース国際空港で待機中であったイラン空軍のF-14の信号を誤受信し、上昇しながら近づいてくる655便を下降しながら同艦へ攻撃を行おうとしているイラン空軍機と誤認したことが挙げられる。

### アリアナ・アフガン航空アントノフ An-26
1988年11月19日、アフガニスタン民主共和国カーブル発同国ジャラーラーバード行きのアリアナ・アフガン航空アントノフ An-26が現在位置を見失いパキスタン・イスラム共和国の領空を侵犯、パキスタン空軍機より攻撃を受け墜落、30人が死亡した。

### T&Gアヴィエーション DC-7
1988年12月8日、セネガル共和国ダカール・ヨフ空港発モロッコ王国イニズギャン空港行きのアメリカ合衆国国際開発庁がチャーターしたダグラス DC-7が西サハラ上空を飛行していたところモロッコ王国のC-130 ハーキュリーズと誤認したポリサリオ戦線が攻撃を加え撃墜、乗員5人全員が死亡した。

## 1990年代

### アエロフロート・ロシア航空Yak-40
1992年3月27日、アゼルバイジャン共和国ステパナケルト空港発アルメニア共和国ズヴァルトノッツ国際空港行きのアエロフロート・ロシア航空Yak-40がアゼルバイジャン共和国軍スホーイ Su-25より攻撃を受けエンジン故障及び機体後部で火災が発生、アルメニア国内に緊急着陸を行い乗員乗客34人全員が無事であった。

### 1993年スフミ連続航空機攻撃事件
1993年9月20 - 23日にかけて、ジョージア共和国スフミ及び黒海上空でトランスエア・ジョージアとオルビ・ジョージアン航空に所属する以下の5機の航空機が分離主義者により相次いで撃墜・地上で攻撃を受けた。
- 9月20日：スフミ・バブシャラ空港に駐機中のオルビ・ジョージアン航空ツポレフ Tu-134が武器・ミサイルによる攻撃を受ける。当該機には誰も搭乗しておらず死傷者は0人[38]。
- 9月21日：ロシア連邦ソチ国際空港発スフミ・バブシャラ空港行きのトランスエア・ジョージア ツポレフ Tu-134がスフミ・バブシャラ空港へアプローチ中に9K32地対空ミサイルによる攻撃を受け黒海に墜落、乗員乗客27人全員が死亡した[39]。
- 9月22日：ジョージア共和国トビリシ国際空港発スフミ・バブシャラ空港行きのオルビ・ジョージアン航空ツポレフ Tu-154がスフミ・バブシャラ空港への着陸の際に地対空ミサイルによる攻撃を受け滑走路へ墜落、乗員乗客132人中108人が死亡した[40]。
- 9月23日：スフミ・バブシャラ空港発トビリシ国際空港行きのトランスエア・ジョージア ツポレフ Tu-134が出発準備中にBM-21よりロケット攻撃を受け火災が発生、乗員乗客30人中1人が死亡した[41]。また、同日にスフミ・バブシャラ空港に駐機中であったオルビ・ジョージアン航空ツポレフ Tu-154も攻撃を受けたとされている (死傷者は0人[42])。

### ルワンダ大統領専用機
1994年4月6日、タンザニア連合共和国ジュリウス・ニエレレ国際空港発ブルンジ共和国ブジュンブラ国際空港行きのルワンダ共和国大統領ジュベナール・ハビャリマナとブルンジ共和国大統領シプリアン・ンタリャミラを乗せたルワンダ大統領専用機（ダッソー ファルコン 50）が、途中経由地のルワンダ共和国キガリ国際空港に着陸進入を行っていた際に何者かが発射した地対空ミサイル2本による攻撃を受け墜落、両大統領を含む乗員乗客12人全員が死亡した。

### ライオンエア602便
1998年9月29日、スリランカ民主社会主義共和国ジャフナ空港発同国ラトゥマラナ空港行きのライオンエア602便（アントノフ An-24）がジャフナ空港離陸10分後にタミル・イーラム解放のトラの発射したミサイルによる攻撃を受け墜落、乗員乗客55人全員が死亡した。

## 2000年代

### 個人所有セスナ 185
2001年4月20日、ペルー共和国ロレート県マリスカル・ラモン・カスティリャ郡上空を飛行していた個人所有のセスナ 185を付近を飛行していた中央情報局の監視航空機が発見、麻薬の密売人が搭乗しているものと誤認し協力を要請したペルー空軍のセスナ A-37が攻撃し不時着、搭乗していた5人の内キリスト教宣教師のベロニカ・"ロニ"・バウアーズとその娘のチャリティの2人が死亡、パイロットのケビン・ドナルドソンが重傷を負い、バウアーズの夫であるジムと6歳の息子コーリーは無傷であった。1年後、アメリカ合衆国連邦政府はバウアー家に対し800万ドルの補償金を支払った。

### シベリア航空1812便
2001年10月4日、イスラエル国ベン・グリオン国際空港発ロシア連邦トルマチョーヴォ空港行きのシベリア航空1812便（ツポレフ Tu-154）が黒海上空を飛行中にウクライナ防空軍がクリミア半島より発射したと見られるミサイルが衝突し墜落、乗員乗客78人全員が死亡した。ウクライナ政府は事故により死亡した全ての乗員乗客の遺族に20万ドルの補償金を支払い、事故に対する補償として合計1,500万ドルを支払った。

### ヨーロピアン・エア・トランスポート エアバスA300
2003年11月22日、イラク共和国バグダード国際空港発バーレーン王国バーレーン国際空港行きのヨーロピアン・エア・トランスポート エアバスA300（運航はDHL）がバグダード国際空港離陸直後左ウイングチップに地対空ミサイルが直撃し火災が発生、油圧制御系統が全損したが乗員のエンジンの操作のみによる操縦でバグダード国際空港へ緊急着陸、乗員3人全員が無事であった。

### Aeriantur-M航空An-26
2007年1月9日、トルコ共和国アダナ・シャキリパシャ空港発イラク共和国バラド空軍基地行きのAeriantur-M航空アントノフ An-26がバラド空軍基地より約2.5km（1.6マイル）離れた地点に墜落、乗員乗客35人中34人が死亡した。事故原因については悪天候によるものであるとする説と、ミサイル攻撃による撃墜であるとの説の2つがあり詳しいことは判明していない。

### トランサヴィアエクスポート航空イリューシン Il-76
2007年3月23日、ソマリア連邦共和国アデン・アッデ国際空港発ジブチ共和国ジブチ国際空港行きのトランサヴィアエクスポート航空イリューシン Il-76がソマリア連邦共和国モガディシュ郊外において墜落、乗員乗客11人全員が死亡した。目撃者は航空機が地対空ミサイルによる攻撃により撃墜されたものであるとする一方、ソマリア当局は墜落は偶然であり事故に対し何ら関与は無いとしている。

## 2010年代

### マレーシア航空17便
2014年7月17日、オランダ・アムステルダム・スキポール空港発マレーシア・クアラルンプール国際空港行きマレーシア航空17便（ボーイング777-200ER）がウクライナ共和国ドネツィク州グラボヴォ村上空を飛行中に何者かの発射した9K37地対空ミサイルによる攻撃を受け墜落、乗員乗客298人全員が死亡した。当時ウクライナ共和国東部では政府軍と親ロシア派との間で内戦が勃発しており、親ロシア派武装勢力によって撃墜されたものとされるが、ウラジーミル・プーチン大統領はロシアの関与を否定している。

## 2020年代

### ウクライナ国際航空752便
2020年1月8日にイラン・テヘラン発ウクライナ・キエフ行きのウクライナ国際航空752便のボーイング737-800型がエマーム・ホメイニー国際空港を離陸直後に墜落し、乗員乗客176人全員が死亡した。イラン当局は当初、技術的トラブルであるとして撃墜疑惑を強く否定していたが、一転して2020年1月11日にイラン軍が誤って撃墜したと表明した。

### アフリカン・エクスプレス航空 EMB-120
2020年5月4日にソマリアのバーデールへ向かっていたアフリカン・エクスプレス航空のエンブラエル EMB 120がバーデル飛行場へ着陸進入中にエチオピア軍によって撃墜され、乗員乗客6人全員が死亡した。エチオピア軍の兵士は当該機が着陸する予定だと知らず、低空飛行する機体を敵対的な標的と判断し攻撃したとみられている。

### アゼルバイジャン航空8243便墜落事故
2024年12月25日にロシア連邦・チェチェン共和国グロズヌイへ巡行していた最中カスピ海でロシア軍の対地ミサイルの誤射で撃墜・急減圧が発生、その後管制塔に緊急事態を宣言した、近隣の空港に緊急着陸をしようとしたが許可がされず、その後カザフスタンのアクタウ空港に緊急着陸しようとしていたが空港手前の地面に墜落し炎上、乗客・乗員67名の内38名「乗員3名・乗客35名」が死亡、29名「乗員2名・乗客27名」が重傷を負いながらも生存した。